# Хлусов, Александр Петрович
Александр Петрович Хлусов — советский хозяйственный деятель, Герой Социалистического Труда.

## Биография
Родился в 1926 году на территории современной Новгородской области. Член КПСС.
В 1943—1986 годах — плотник, бетонщик, бригадир комплексной бригады строительного управления «Промстрой» треста «Волгоградметаллургстрой» Министерства промышленного строительства СССР.
Указом Президиума Верховного Совета СССР от 12 мая 1977 года присвоено звание Героя Социалистического Труда с вручением ордена Ленина и золотой медали «Серп и Молот».
Делегат XXIV съезда КПСС.
Умер в 2014 году в Волгограде.

## Награды и звания
- Герой Социалистического Труда (12.05.1977)
- Орден Ленина (12.05.1977)